# Regió d'Anatòlia Central (estadística)
La regió d'Anatòlia Central (TR7) és una de les 12 regions estadístiques de Turquia.

## Subregions i províncies
- Subregió de Kırıkkale (TR71)
  - Província de Kırıkkale (TR711)
  - Província d'Aksaray (TR712)
  - Província de Niğde (TR713)
  - Província de Nevşehir (TR714)
  - Província de Kırşehir (TR715)
- Subregió de Kayseri (TR72)
  - Província de Kayseri (TR721)
  - Província de Sivas (TR722)
  - Província de Yozgat (TR723)